# Martainville (Calvados)
Martainville è un comune francese di 97 abitanti situato nel dipartimento del Calvados nella regione della Normandia.

## Società

### Evoluzione demografica
Abitanti censiti